# سرميتسياك (جريدة)
جريدة سرميتسياك (بالجرينلاندية: Sermitsiaq)، جريدة أسبوعية؛ وهي واحدة من صحيفتين وطنيتين في جرينلاند. سُميت على اسم جبل سرميتسياك، ومعناه السرج. أسست في 21 مايو عام 1958.

## وصلات خارجية
- موقع الجريدة الرسمي

1. ↑  وصلة مرجع: https://via.ritzau.dk/pressemeddelelse/13702098/sermitsiaq.ag-ansaetter-ny-direktor?lang=da.